# Leuciris fimbriaria
Leuciris fimbriaria är en fjärilsart som beskrevs av Stoll 1781. Leuciris fimbriaria ingår i släktet Leuciris och familjen mätare. Inga underarter finns listade i Catalogue of Life.

## Bildgalleri

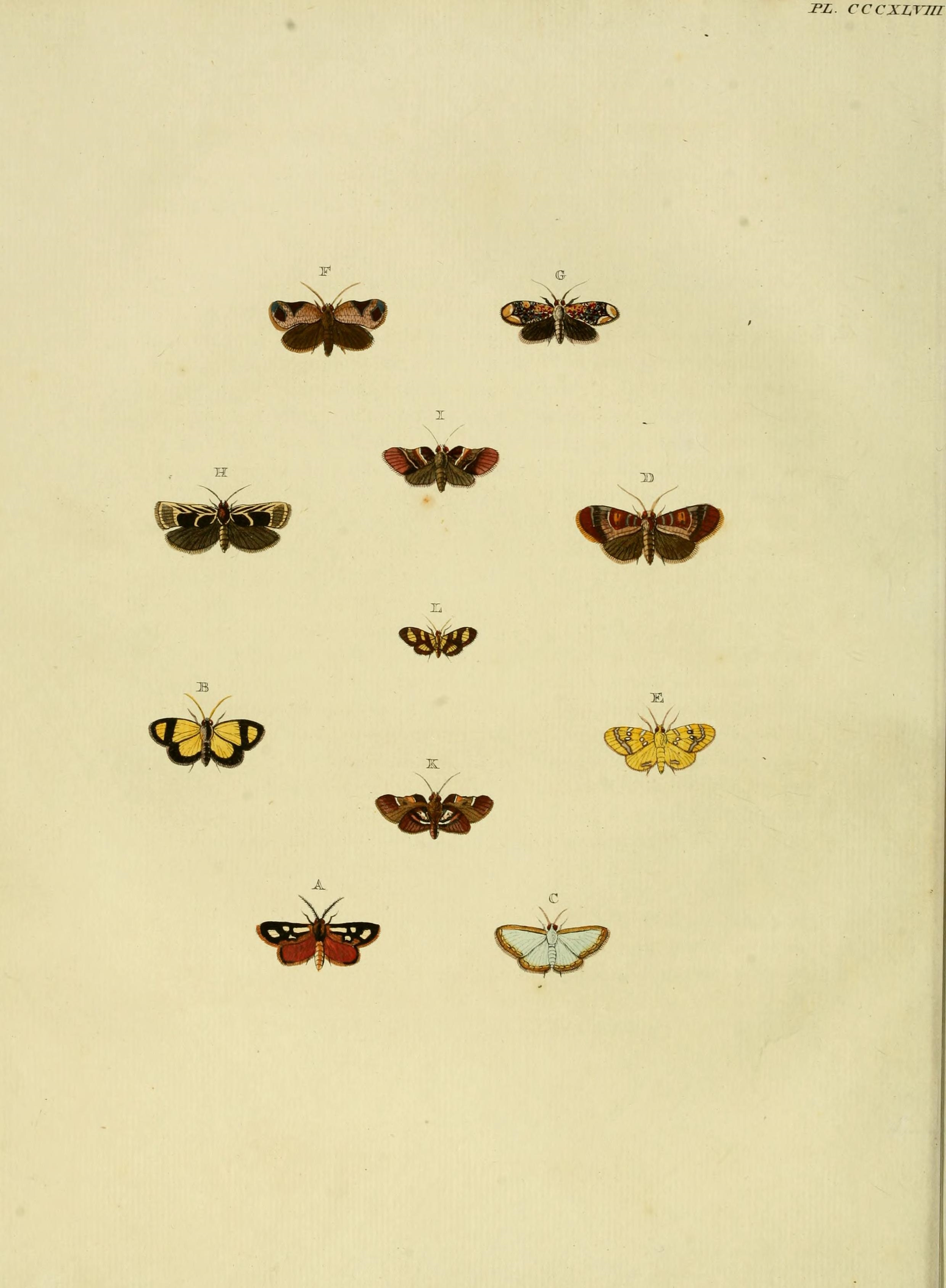
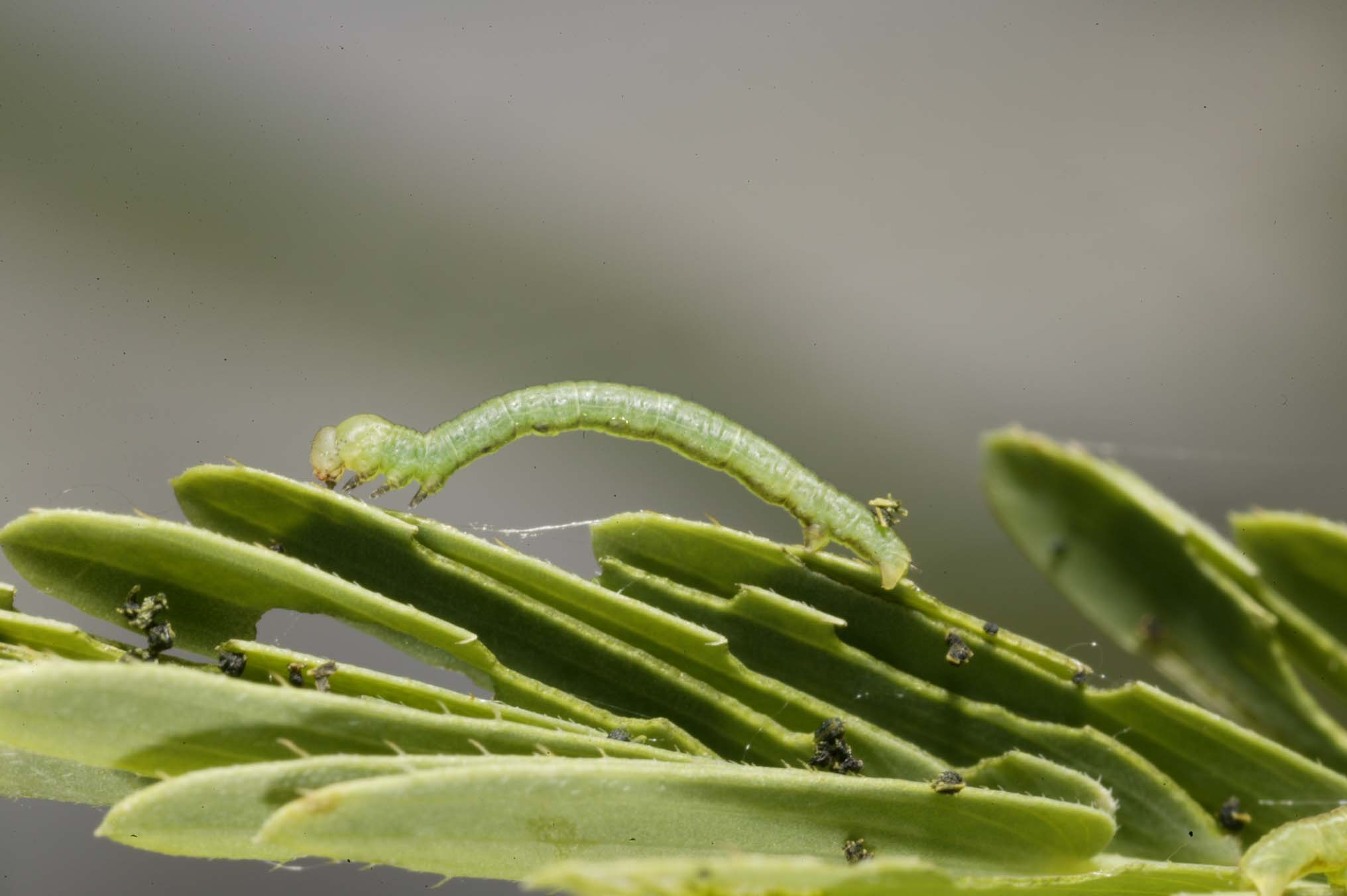
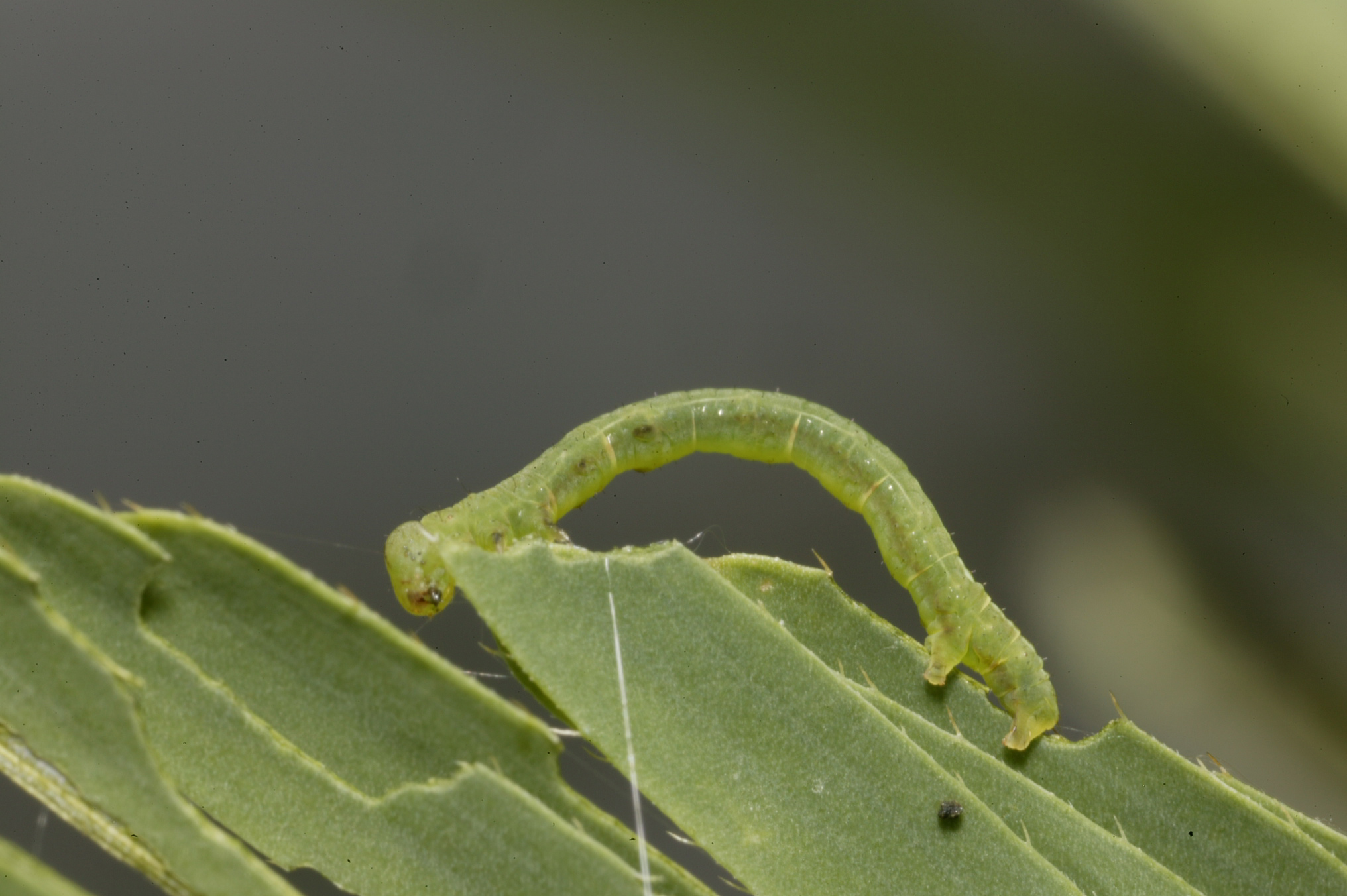